# Storia del wrestling
La storia del wrestling, inteso come sport-spettacolo, ebbe inizio nei primi anni del 20º secolo e affonda le sue radici nelle fiere e nelle sfide di lotta (che spesso erano predeterminate) del 19º secolo. 
Parallelamente,( il wrestling inteso come sport di lotta si sviluppò nel 19º secolo a partire dalle tradizioni della lotta popolare e si diramò in lotta libera, principalmente nelle isole Britanniche, e lotta greco-romana, maggiormente diffusa nell'Europa continentale, trovando spazio già dall'inizio delle olimpiadi moderne nel 1896)riassunto 1  . Una vera e propria separazione tra il wrestling, inteso come sport-spettacolo e quindi predeterminato e la lotta ebbe inizio durante gli anni '20.
(Dopo un periodo di flessione durante la seconda guerra mondiale, il wrestling acquisì popolarità al termine del conflitto e durante tutti gli anni '50 e '60, in quella che è riconosciuta come la prima età dell'oro del wrestling negli Stati Uniti) con Gorgeous George che ottenne un'enorme popolarità a livello nazionale  . I decenni successivi alla guerra videro crescere il wrestling anche in Messico e in Giappone: nel primo, El Santo divenne una figura di riferimento tanto che si è spesso parlato di lui come di una delle "più grandi leggende dello sport messicano", mentre oltreoceano Rikidōzan ottenne una popolarità simile.
L'interesse pubblico andò scemando durante gli anni '70, ma (con l'avvento della TV via cavo si assistette ad una seconda età dell'oro del wrestling: nel panorama nordamericano l'espansione del wrestling vide tra i protagonisti Hulk Hogan, André the Giant, Randy Savage e Ric Flair. Per adattarsi alle esigenze televisive, il wrestling mutò profondamente, dando maggior risalto ai personaggi e alle storie; grazie alla televisione diversi wrestler giunsero ai media tradizionali ) riassunto 3.diventando delle vere celebrità e icone della cultura di massa. Un ulteriore incremento della popolarità fu dato dalla sempre più comune unione di piccole federazioni indipendenti al fine di crescere nel numero di fan, fino a diventare un fenomeno internazionale con l'esplosione della World Wrestling Federation.
La terza età dell'oro, iniziata nella seconda metà degli anni '90, deve la sua fortuna alla Monday Night War, il periodo di apice degli ascolti televisivi quando le promozioni della WWF e della World Championship Wrestling (WCW) si contendevano il primato televisivo, andando entrambe in onda per l'appunto il lunedì sera, con la Extreme Championship Wrestling (ECW) ad avere un ruolo importante.
Dopo il termine della Monday Night War, il pubblico americano ha gradualmente perso interesse nel wrestling, con i programmi televisivi della WWE, vincitrice della guerra di ascolti, che hanno visto diminuire i loro ascolti, nonostante una timida ripresa a partire dal 2018. In parallelo si è assistito ad un crescente interesse nella lotta competitiva, con la crescita in popolarità delle arti marziali miste (spesso abbreviate in MMA, Mixed Martial Arts). Nonostante ciò, la WWE si è imposta come maggior potenza del wrestling nordamericano e mondiale, al punto che su YouTube detiene il primato di iscritti e visualizzazioni nella categoria relativa ai canali sportivi.

## Origini
L'idea di combinare competizioni di lotta e spettacolo sembra avere origine all'inizio del 19º secolo nell'europa occidentale e nelle isole britanniche, dove gli spettacoli erano soliti includere lottatori con nomi quali Herculean Flower, Edward the steel eater oppure Gustave d'Avignon che combattevano tra loro, o sfidavano partecipanti dal pubblico a tentare di metterli al tappeto per somme di denaro.
Nel 1848 il teatrante francese Jean Exbroyat formò quello che viene considerato il primo gruppo da circo di combattenti, stabilendo inoltre una regola che vietava tutte le prese effettuate sotto la cintura, battezzando così lo stile da lui stesso nominato flat hand wrestling. Lo stile rapidamente si diffuse nell'impero austro-ungarico, in Italia, Danimarca e Russia con il nome di lotta greco-romana, o lotta francese. Entro la fine del secolo, la greco-romana divenne la lotta più diffusa e uno degli sport più seguiti d'Europa, e nel 1898 il francese Paul Pons, divenne il primo campione del mondo.
Un differente stile, maggiormente diffuso negli Stati Uniti e nelle isole britanniche a partire dalla metà del 19º secolo, è noto come Catch wrestling. Originariamente visto come meno "puro" e più rilassato, differisce dalla greco-romana nelle prese: mentre questa vieta ogni presa effettuata sotto la cintura, il Catch non prevede questo limite, anzi fa un vasto uso delle prese alle gambe. Entrambi gli stili, non predeterminati e totalmente competitivi, divennero piuttosto popolari nel corso del 1800. A fine secolo, però, una branca del Catch wrestling si direzionò gradualmente verso una forma di sport-spettacolo maggiormente coreografata e legata più all'aspetto teatrale e di intrattenimento che al lato strettamente sportivo; è da questa corrente che si origina il wrestling moderno.
Con l'inizio del 19º secolo, il wrestling veniva presentato al pubblico come parte di uno spettacolo, per ravvivare l'attrazione delle dimostrazioni circensi di forza, che mancavano di azione. Uno dei primi nomi importanti di quest'epoca fu l'ex minatore americano, nativo della Cornovaglia, Jack Carkeek, che era solito sfidare il pubblico a resistere dieci minuti in una lotta contro di lui. La crescita della popolarità del wrestling portò il lottatore di greco-romana Georg Hackenschmidt, fino ad allora legato ad una lotta sportiva e non predeterminata, a spostarsi nel Regno Unito e a legarsi all'organizzatore di eventi di wrestling Charles B. Cochran. Cochran divenne l'agente di Hackenschmidt, organizzandogli un incontro nel quale Hackenschmidt sconfisse un celebre lottatore inglese, Tom Cannon, per il titolo europeo di lotta Greco-Romana. Questa vittoria, insieme con quella del 1905 contro il campione americano dei pesi massimi Tom Jenkins, lo resero un pretendente credibile al titolo mondiale. Hackenschmidt, durante una serie di incontri a Manchester nella quale otteneva la cifra, allora esorbitante, di 150 sterline a settimana, fu convinto da Cochran ad adottare uno stile più spettacolare, facendo virare gradualmente i suoi combattimenti verso l'intrattenimento a discapito della componente sportiva. L'esempio di Hackenschmidt fu seguito da numerosi lottatori che raggiunsero il Regno Unito per cimentarsi nel wrestling piuttosto che nella lotta, per poi in molti casi spostarsi verso gli Stati Uniti, come fece lo stesso Hackenschmidt. In seguito alla perdita di molti nomi di richiamo, il panorama inglese del wrestling iniziò il suo declino, fino a quasi sparire con lo scoppio della prima guerra mondiale.
Nel 1905 nacque il World Heavyweight Wrestling Championship, il primo titolo mondiale di wrestling della storia, creato per identificare il miglior combattente di Catch Wrestling al mondo. Fu anche il primo titolo del wrestling ad avere una vera e propria cintura fisica; il campione inaugurale fu Hackenschmidt, che sconfisse l'americano Tom Jenkins a New York.

## Stati Uniti

### Gli inizi

#### I circhi
Il wrestling, inteso come lottatori itineranti pagati per intrattenere il pubblico durante dei combattimenti predeterminati, iniziò al termine della guerra civile americana, tra il 1860 e il 1870. In questi primi periodi, i wrestler erano spesso atleti con esperienza come lottatori sportivi che andavano in scena durante i circhi itineranti americani, con altri circensi che lavoravano come loro organizzatori. In quegli anni i circhi includevano spesso esibizioni di lotta, spesso vivacizzandole con costumi sfarzosi e finti palmarès dei lottatori, lasciando in secondo piano la natura sportiva. Sul finire del 19º secolo iniziarono a nascere i primi eventi di wrestling, nei quali i lottatori sfidavano il pubblico mettendo in palio del denaro. In questi eventi, anche a causa delle alte somme che venivano scommesse, oltre agli addetti circensi iniziarono ad essere coinvolti dei veri e propri organizzatori.Questi erano gli impresari teatrali che decidevano come un lottatore avrebbe dovuto essere presentato al pubblico, creando i primi personaggi e spesso organizzando gli incontri.
I lottatori venivano organizzati in una struttura gerarchica piramidale, spesso ancora basata sul talento atletico. Alla base della piramide c'erano gli atleti itineranti, con limitate capacità di lotta e che si basavano principalmente sulle loro capacità di intrattenimento per ottenere fan. Meno comuni ma con maggior successo erano i lottatori a tutti gli effetti, detti anche shooters per la loro capacità di shootare, ovvero di combattere realmente in caso di necessità. Alla cime della piramide vi erano gli hookers, così chiamati per le loro abilità nell'usare gli hook (i ganci), mosse tecnicamente vietate nella lotta sportiva a causa della loro pericolosità, ma che spesso permettevano di vincere gli incontri con il minimo sforzo. Durante questi anni i wrestler facevano segreto della natura predeterminata della loro discplina, utilizzando un loro linguaggio per comunicare senza farsi comprendere dal pubblico; è probabilmente in questi anni che nacque la parola kayfabe.

#### Il periodo di Burns e Gotch
A cavallo tra 19º e 20º secolo, il wrestling era dominato da Martin "Farmer" Burns e dal suo allievo Frank Gotch. Burns aveva un glorioso passato da lottatore competitivo che, nonostante pesasse poco meno di 80 kg, aveva combattuto oltre 6.000 incontri in un periodo nel quale una gran parte di essi era competitiva, perdendone meno di 10. Aveva inoltre una importante reputazione come allenatore, avendo avuto come apprendisti alcuni dei migliori wrestler del periodo, su tutti Gotch, riconosciuto come una delle prime star sportive in America. Frank Gotch è stato anche il primo a reclamare per se' il titolo di campione del mondo, semplicemente sconfiggendo tutti gli avversari sia in America che in Europa, e successivamente vincendo effettivamente il World Heavyweight Wrestling Championship sconfiggendo il campione europeo Georg Hackenschmidt nel 1908 e nel 1911, in due incontri che i moderni storici del wrestling hanno definito come due dei più importanti match nella storia della disciplina.
Nei primi anni del 20º secolo il wrestling crebbe maggiormente nel Midwest, dove le comunità europee (principalmente tedeschi, polacchi e ungheresi) continuavano a praticare gli stili di lotta delle loro tradizioni. In questo periodo la maggior parte del wrestling era ancora competitivo, e questo lo rendeva immensamente popolare, tanto che nel primo ventennio del '900 era secondo solo al baseball e poteva permettersi di lanciare corsi di wrestling in college e scuole superiori, tradizioni in parte rimaste fino ai giorni nostri.
Dopo il 1915 avvenne però una battuta d'arresto per la popolarità del wrestling, dovuta ai crescenti sospetti da parte del pubblico sulla sua legittimità come sport competitivo, e con il ritiro di Gotch nel 1913 il settore non ebbe nomi altrettanto di richiamo, portando ad una graduale perdita di interesse da parte dell'opinione pubblica.

#### Il Gold Dust Trio
In seguito al ritiro di Frank Gotch, il wrestling perse gran parte della sua popolarità, sopravvivendo solo nel midwest dove lottatori competitivi come Poison Ivy nel Michigan continuavano ad avere un particolare seguito. L'attenzione dei media si era spostata sui sospetti di illegittimità della disciplina invece che sul suo valore di intrattenimento, e senza nomi importanti del calibro di Gotch nessun personaggio era in grado di raggiungere una vasta audience. Fu a questo punto che tre wrestler, Ed Lewis, Billy Sandow e Toots Mondt, unirono i loro sforzi aprendo una loro federazione e modificando gradualmente il loro prodotto negli anni '20 per renderlo più appetibile agli spettatori. I tre furono conosciuti con il nome di "Gold Dust Trio" per il successo economico che ebbero. La loro federazione fu la prima ad adottare match con limiti massimi di tempo, nuove prese più appariscenti e mosse simbolo di determinati wrestler, conosciute come signature moves. Diedero inoltre popolarità ai tag team, le coppie di lottatori che disputano i match due contro due, e introdussero nuovi modi per rendere i combattimenti più avvincenti, come le distrazioni ai danni degli arbitri. La maggior innovazione del trio fu però quella di usare lo stesso gruppo di wrestler per più show: fino ad allora infatti gli organizzatori pagavano i wrestler "a gettone", ovvero per singole presenze agli eventi, che venivano costruiti in base agli atleti che erano disponibili per quella data. Il trio invece decise di legarsi ai wrestler per diversi mesi, talvolta anni, consentendo così una scrittura a lungo termine e la nascita delle rivalità: così facendo i tre si assicurarono la possibilità di poter costruire delle adeguate card e legarono alla federazione diversi wrestler, indebolendo la concorrenza. La federazione del trio guadagnò una popolarità nazionale nel periodo che va dal 1920 al 1925, quando coprirono tutte le principali città della costa est.
I tre subirono un episodio spiacevole da Stanislaus Zbyszko, che uscì dal copione sconfiggendo l'astro nascente Wayne Munn in un incontro per il titolo mondiale. Munn, visto dal trio come loro potenziale attrazione principale, stava ricevendo un push molto importante nel giro di poco tempo, e Zbyszko avrebbe dovuto perdere contro di lui, ma si rifiutò di seguire quanto concordato e attaccò selvaggiamente Munn, con l'arbitro che si vide costretto a dare la vittoria a Zbyszko. Inoltre, questi perse rapidamente il titolo in favore di Joe Stecher, un promoter concorrente che, per paura di perdere il titolo, rifiutò di combattere contro numerosi pretendenti. Non potendo riottenere il titolo, il trio fu costretto a dichiarare il match tra Munn e Zbyszko nullo, riassegnando il titolo a Munn, che dopo breve tempo lo perse contro Ed Lewis. Per alcuni anni furono attivi contemporaneamente due campioni, Lewis e Stecher, considerati i wrestler più dominanti del periodo. I due acconsentirono ad un match di unificazione nel 1928, quando Stecher perse la sua versione del titolo, ma il tradimento di Zbyszko aveva ormai causato danni irreparabili, ferendo la reputazione del Trio all'interno dell'industria. Inoltre, l'immagine di Munn in seguito a una sconfitta così netta tolse molta credibilità a lui e al suo titolo.

#### La nascita delle federazioni
Tra gli anni '30 e '40 iniziarono a fiorire piccole federazioni di wrestling in competizione l'una con le altre. Prime tracce si erano avute già nel marzo 1887, quando Evan Lewis sconfisse Joe Acton vincendo l'American Catch-as-Catch-Can Championship a Chicago. Di lì ogni promozione creò il suo personale titolo, considerato la gloria massima di ogni compagnia. Le federazioni iniziarono a sottrarsi talenti e, in eventi interpromozionali, a "invadere" le compagnie avversarie per accaparrarsene i fan.

### L'era dei territori

#### La nascita della NWA
Un punto di svolta nella storia del wrestling si ebbe nel 1948, quando diverse compagnie di wrestling si unirono per formare una confederazione, che prese il nome di National Wrestling Alliance (NWA). Tra la fine degli anni '40 e gli anni '50, la NWA scelse Lou Thesz per unificare numerosi titoli che si definivano "mondiali" in un singolo titolo mondiale. Il suo compito non fu facile per l'opposizione di alcuni promoter, che arrivarono ad organizzare match shoot per il titolo pur di mantenere popolari i loro campioni con i fan.
Il primo evento di wrestling televisivo fu registrato il 18 dicembre 1942 per la WRBG-TV a Schenectady, nello stato di New York, in un'epoca in cui ancora pochi americani possedevano la televisione. Il primo programma televisivo di successo fu Hollywood Wrestling, registrato a Los Angeles e che debuttò su KTLA nel 1947 e fu pubblicato in diverse città americane a partire dal 1952. I match di wrestling furono così trasmessi con regolarità durante gli anni '50, sia su scala locale che nazionale, raggiungendo una platea sempre più ampia. In questi anni si assistette a una crescita vertiginosa del wrestling, rendendolo ancora più famoso rispetto agli anni passati, in quella che fu conosciuta come un'età dell'oro per l'industria del wrestling. In questo periodo si verificarono grossi cambiamenti anche nei personaggi e nei wrestler, come risultato dell'esposizione televisiva. Il wrestling si adattava perfettamente al formato tv, per la sua facilità di fruizione e la presenza di componenti drammatiche, comiche e personaggi facilmente riconoscibili. Dal 1948 al 1955, tutte e tre le principali emittenti televisive ospitavano un loro programma dedicato al wrestling.

#### Le gimmick
Uno dei principali nomi del periodo fu Gorgeous George, che ottenne esposizione per il suo personaggio appariscente e carismatico. La sua consacrazione all'infuori della sfera del wrestling avvenne quando il comico Bob Hope notò i suoi incontri tra il 1945 e il 1946 e iniziò a menzionarlo spesso nei suoi programmi radiofonici. La pubblicità aiutò l'affluenza agli eventi di wrestling, rendendolo la maggior attrazione dell'industria, al punto che promoter e emittenti tv pagavano molto lautamente le sue apparizioni. L'importanza di Gorgeous George sul wrestling dimostrò quanto rapidamente le esigenze televisive stessero cambiando il prodotto: i cambiamenti da lui introdotti hanno ispirato numerosi personaggi del mondo del wrestling degli anni successivi: prima di lui, i wrestler scimmiottavano le figure dello "straniero invasore" (nazisti, arabi, ecc.), ma il suo successo ha dato vita alla figura di un personaggio più egoista e narcisista; è stato inoltre uno dei primi ad utilizzare una canzone per l'ingresso.

#### Dallo sport allo spettacolo
Anche i wrestler stessi iniziarono a cambiare. Con la crescita in popolarità degli anni '50, l'afflusso di lottatori aumentò e il numero di wrestler in attività arrivò a superare i 2.000, più di ogni altra epoca precedente. Molti dei nuovi wrestler si affacciarono alla disciplina senza conoscenze di lotta competitiva, ma guidati unicamente dal sogno di diventare delle star televisive. Di riflesso il prodotto iniziò a deficitare di talento atletico, focalizzandosi maggiormente sulla violenza e sulla performance acrobatica. La presenza televisiva non contribuì alla legittimità del wrestling, andando a favorire un approccio più scenico e sempre meno sportivo. La Capitol Wrestling Corporation (CWC, precursore dell'attuale WWE) iniziò ad assumere un'importanza sempre maggiore nel settore, utilizzando con minor frequenza gli ex-lottatori competitivi per focalizzarsi sull'intrattenimento televisivo. Il primo personaggio di spicco più vicino ad un supereroe che ad uno sportivo fu Antonino Rocca, rinomato non tanto per le sue capacità di lottatore quanto per le sue personalità ed abilità acrobatiche che gli fecero guadagnare numerosi fan e lo resero una celebrità a livello nazionale, soprattutto tra le comunità italiane e ispaniche. La CWC fece molto affidamento su Rocca per lanciare l'immagine della federazione e ottenere slot televisivi.

#### Calo di interesse
Verso la fine degli anni '50, la sovraesposizione aveva iniziato a far perdere interesse nel wrestling e le emittenti iniziarono ad escludere il wrestling dai loro palinsesti in favore di altre forme di intrattenimento: le federazioni che potevano ancora vantare uno slot televisivo avevano piccoli show locali, che spesso venivano trasmessi a notte fonda o come riempitivi degli spazi morti nel weekend, che storicamente raccoglievano meno ascoltatori. 
La NWA era stata la massima potenza dell'industria durante gli anni '50, con numerose federazioni minori raccolte sotto la sua egida. Tuttavia verso la fine del decennio molti promoter iniziarono a vedere la presenza della Alliance come una tirannia spesso contraria ad innovazioni nel settore. In questi anni diverse federazioni decisero di sganciarsi dalla NWA e di ritagliarsi una propria nicchia nel panorama nordamericano. Il maggior successo lo ebbero la American Wrestling Association, che divenne leader del settore durante gli anni '60, e la CWC, che cambiò nome in World Wide Wrestling Federation prima e in World Wrestling Federation nel 1979.

#### Nascita di AWA e WWWF
La AWA fu fondata da Verne Gagne, wrestler molto popolare degli anni '50 che nel 1957 fondò la sua federazione, affiliandola inizialmente alla NWA e vincendo anche il NWA Worlds Heavyweight Championship. Proprio in seguito ad una disputa con la NWA, Gagne decise di lasciare l'associazione da campione in carica, fondando l'AWA e rinominando il suo titolo in AWA World Heavyweight Championship. Gagne fu il nome di punta della neonata federazione, portando avanti molte faide con i wrestler heel (che interpretano personaggi odiati dai fan e contrapposti ai face, i beniamini del pubblico), su tutti Nick Bockwinkel, e rimanendo il punto fisso della AWA fino al suo ritiro nel 1981.
Vincent J. McMahon ritirò la CWC dalla NWA nel 1963, non considerando il campione del mondo Lou Thesz come abbastanza rilevante nell'area di New York, e puntò fortemente sul nome di Bruno Sammartino tra gli anni '60 e '70: combinando forza bruta, mosse spettacolari e un forte carisma, Sammartino divenne il wrestler più popolare degli Stati Uniti della sua era. Durante il periodo in cui la WWWF utilizzava il Madison Square Garden come sua arena principale, Sammartino fece segnare il maggior numero di presenze nei main event del Garden (211), inclusi anche 187 sold out.
Il declino del wrestling degli anni '70 e la partenza di Sammartino nel 1971, che decise di lavorare in Giappone e in altri territori, segnarono una battuta d'arresto per la WWWF, che decise nello stesso anno di riaffilarsi alla NWA. La WWWF si ricostruì un nome grazie ad André the Giant, che firmò con la compagnia nel 1973 e diventò in breve tempo il wrestler più importante del panorama americano, al punto da essere conteso sia dalle federazioni NWA che dalla AWA.
L'AWA raggiunse il picco della sua popolarità quando il suo wrestler Hulk Hogan divenne famoso fuori dal business per la sua presenza in Rocky III, diventando uno dei preferiti dei fan. Nonostante il suo status, Gagne non volle renderlo campione, vedendo come fulcro della sua federazione, da sempre costruita su un wrestling più tecnico, wrestler più legati al panorama sportivo come lui stesso e Nick Bockwinkel. Hogan decise quindi di lasciare la federazione, danneggiando l'AWA al punto che la federazione non ruscì più a ottenere gli stessi numeri.
Nonostante queste defezioni da parte dei promoter, la NWA era ancora in una posizione di dominio nel panorama nordamericano, con il suo successo che era in larga parte dovuto alla Georgia Championship Wrestling (GCW), che nel 1979 divenne il primo show di wrestling ad essere trasmesso da un'emittente televisiva nazionale, la TBS. Nel 1981 la GCW riuscì ad ottenere il primato come show più visto sulla tv via cavo.

### La crescita di popolarità

#### Il boom degli anni '80
Gli anni '80 per il wrestling nordamericano furono il punto di apice televisivo, raggiungendo una enorme popolarità tra i giovani grazie anche alla nascita di alcuni dei suoi personaggi più iconici. La World Wrestling Federation fu la federazione ad avere maggior successo grazie al suo ritorno nel palinsesto televisivo. 
La WWF vide un passaggio di consegne nel 1982, quando Vince McMahon ereditò la compagnia da suo padre, ed ebbe un punto di svolta nel 1984, quando ottenne le prestazioni di Hulk Hogan e Roddy Piper, insieme con il manager Bobby Heenan. Con questi nomi di spicco in breve riuscì ad essere l'unica federazione trasmessa a livello nazionale, acquisendo un monopolio nel settore e diventando di fatto sinonimo del Wrestling. McMahon rivoluzionò l'industria dando vita al concetto di sports entertainment per descrivere il suo prodotto, anche ammettendo la sua natura predeterminata.
La WWF spopolò soprattutto tra le fasce più giovani grazie ai suoi personaggi cartoonistici: il più iconico fu Hulk Hogan, che fece fortuna negli anni '80 con il suo personaggio dell'all-American, il suo attire sfarzoso e colorato, la sua fisicità e il suo carisma. A partire dal 1984 Hulk Hogan (e con lui l'enorme seguito di fan conquistato) diede il via all'Hulkamania, termine utilizzato per descrivere l'enorme successo: facendo registrare arene piene in tutti gli Stati Uniti fruttò alla WWF milioni di dollari, rendendo entrambi i leader del settore per gli anni successivi. In questo periodo, la distinzione tra face e heel divenne preponderante nel wrestling. Le gimmick, i personaggi, rivestirono un'importanza fondamentale nella costruzione di un wrestler, e la disciplina tornò ai suoi apici di popolarità. Il wrestling aveva ormai perso la sua connotazione simil-sportiva, diventando una vera e propria forma di intrattenimento: ad attirare più spettatori era la costruzione delle faide tra i personaggi, come quella tra Hogan e Roddy Piper, fino alla resa dei conti tra i due avversari, piuttosto che la pura esibizione competitiva.
La fama acquisita dalla WWF fu in breve tempo tale da poter allestire collaborazioni con altre industrie esterne al mondo del wrestling, in particolar modo nel settore musicale. Già nel 1984 la WWF era riuscita ad attirare molte attenzioni da parte del pubblico generalista con le apparizioni di Cyndi Lauper nei suoi programmi, e quelle dei suoi wrestler nei video musicali della Lauper. Hogan, dopo la partecipazione a Rocky III, nel 1985 comparì anche in una serie animata, Hulk Hogan's Rock 'n' Wrestling, che allargò ancora il bacino di suoi fan.

#### Nascita delle supercard
Per rispondere al successo dell'evento NWA Starrcade, la WWF creò il suo evento di punta, WrestleMania, che fu disponibile su 135 canali a circuito chiuso. Lo show ottenne un'ottima risposta di pubblico, con Hogan che vinse nel main event e si guadagnò la copertina di Sports Illustrated. Dopo il successo di WrestleMania, diverse emittenti decisero di includere nuovamente il wrestling nei loro palinsesti, come Saturday Night's Main Event, che debuttò sulla NBC nel 1985 e fu il primo show di wrestling ad andare in prima serata dal 1955. Anche ESPN decise di trasmettere il wrestling, prima con degli show della Pro Wrestling USA (nata nel 1984 dalla alleanza tra NWA e AWA nel tentativo di contrastare il successo della WWF) e successivamente con degli eventi della AWA, dopo la chiusura della Pro Wrestling USA nel 1986.
WrestleMania III, con la cifra record di 93.173 spettatori, è considerato il punto più alto raggiunto dal wrestling in questo periodo, mentre il primo episodi di The Main Event divenne lo show di wrestling più visto fino ad allora, contando 33 milioni di spettatori. In entrambi gli eventi il main event vedeva contrapporsi Hulk Hogan e André the Giant per il WWF World Heavyweight Championship. Il successo di WrestleMania III spinse la WWF a dare vita ad altri eventi: Survivor Series, per rispondere a Starrcade nel suo stesso slot in pay-per-view, e Royal Rumble, in risposta a Bunkhouse Stampede, prima in chiaro in tv, poi negli anni successivi in pay-per-view. La NWA adottò le sue contromisure, creando Clash of the Champions in chiaro sulla TBS per competere con WrestleMania IV.

#### Il declino dei territori
Parallelamente, il sistema di territori della NWA era nettamente in declino, con la Jim Crockett Promotions (JCP) ad essere di importanza centrale per l'intera alleanza. Mentre la WWF poteva beneficiare di un roster fisso in ogni show, la NWA continuava a pagare "a gettone" gran parte dei suoi wrestler, dovendo inoltre distribuirli su tutto il territorio. Crockett decise di rispondere al successo della WWF acquistando uno slot nel palinsesto TBS, che continuò a comprare il prodotto NWA nel periodo dal 1985 al 1987. Paradossalmente, il passaggio ad un'emittente nazionale indebolì ulteriormente il sistema della NWA: i wrestler, a questo punto noti da tutti i fan, non potevano spostarsi in un nuovo territorio e crearsi un nuovo personaggio.
Negli altri territori, la Georgia Championship Wrestling, in onda sulla TBS, mandava spesso in onda Mr. Wrestling II e Tommy Rich, mentre la Mid Atlantic Wrestling (MAW) vide il debutto di Ric Flair e Dusty Rhodes acquisiva popolarità nella Championship Wrestling from Florida (CWF).
Nel 1982 Fritz Von Erich riuscì ad ottenere un contratto televisivo per la sua World Class Championship Wrestling (WCCW), a quel tempo già uscita dalla NWA. L'esperienza televisiva della WCCW fu precursore di molti aspetti del wrestling moderno, come le telecamere a bordo ring, microfoni per registrare le reazioni del pubblico e le prime interviste ai personaggi, ispirate dai film di Rocky. Nella federazione operavano altri tre Von Erich: David, Kerry e Kevin, che aiutarono a mantenere gli ascolti della federazione molto alti, e per un breve periodo in competizione con WWF e AWA. La morte dei Von Erich e di diversi membri del roster ridimensionò le aspettative della federazione, che nonostante un rebranding in World Class Wrestling Association (WCWA) non riuscì a pareggiare i numeri di inizio decennio.
Le promozioni indipendenti sul territorio americano iniziarono a temere di essere surclassate e costrette alla bancarotta dalla WWF ed iniziarono a unirsi in federazioni maggiore piuttosto che continuare a rimanere indipendenti. Nel 1987, la Continental Wrestling Association guidata da Jerry Lawler si unì alla AWA pur rimanendo formalmente un territorio NWA, fungendo da punto di incontro tra le due realtà allo stesso modo di quanto fatto dalla Pro Wrestling USA. 
Nel 1988, la WCWA e la Continental Wrestling Federation (CWF, fino a pochi mesi prima nota come Continental Championship Wrestling) si unirono all'alleanza, che unificò il WCWA Heavyweight Title e l'AWA World Heavyweight Championship durante SuperClash III. L'evento fu però un insuccesso, e anche questa seconda alleanza si sciolse. Il co-proprietario della CWA Jerry Jarrett acquistò la WCWA, rinominando la società unificata come United States Wrestling Association (USWA). Jerry Lawler, che divenne il nome di punta della neonata USWA, portò con se il suo titolo AWA, rinominando la cintura USWA World Heavyweight Championship. L'AWA creò un nuovo titolo, ma entro il 1990 gli scarsi introiti portarono la compagnia alla chiusura. L'allora presidente della NWA Bob Geigel si ritirò dalla NWA nel dicembre 1987 e cercò di rilanciare la Heart of America Sport Attractions come realtà a livello nazionale nota come World Wrestling Alliance, ma chiuse le sue attività nel 1989.
Dopo WrestleMania III, Crockett rispose acquisendo la Universal Wrestling Federation (UWF, che era uscita dalla NWA nel 1986) e accentrando i nomi principali della NWA attorno alla JCP. Nonostante ciò, non fu in grado di pareggiare gli ascolti della WWF, che tenne Survivor Series 1987 e Royal Rumble 1988 in contemporanea con Starrcade 1987 e Bunkhouse Stampede 1988. Crockett decise quindi di vendere la federazione a Ted Turner, che la rinominò in World Championship Wrestling (WCW) e continuò la sua sfida di ascolti alla WWF, dando le luci della ribalta a Ric Flair e lanciando wrestler più giovani.

### La Monday Night War
Durante gli anni '90 la WWF trovò diversi ostacoli sia come concorrenza che per alcune dispute legali. La principale minaccia veniva dalla WCW, in aperta guerra di ascolti fino alla fine del decennio. La WWF si ritrovò costretta a cambiare nuovamente il suo prodotto, rinnovandosi con una maggior aggiunta di sangue e violenza, insieme ad un contenuto più crudo, spesso più edulcorato e sessualizzato. La Attitude Era aiutò la federazione a vincere la guerra di ascolti, passando ad un target principalmente di teenager, rispetto ad un prodotto per bambini come in precedenza. La WCW, nella figura del vicepresidente esecutivo Eric Bischoff, rispose con l'ingaggio di numerosi wrestler importanti della WWF e modificando anch'essa i suoi contenuti come fatto dalla WWF.
La Monday Night War iniziò nel 1995, quando la WCW lanciò il suo programma di punta Monday Nitro, che veniva trasmesso in contemporanea e in concorrenza con Monday Night Raw, show di riferimento della WWF. La situazione di stallo sembrò sbloccarsi nel 1996 grazie alla formazione in WCW della stable New World Order, che aiutarono l'immagine della loro compagnia diventando uno dei gruppi più importanti della storia del wrestling. Un altro punto a favore della WCW era la costruzione di storie e faide con temi e personaggi meno cartooneschi rispetto a quelli proposti dalla WWF.
Nel corso della guerra di ascolti tra le due potenze del settore, una terza promozione ottenne una grande popolarità: la Eastern Championship Wrestling decise di cambiare il suo nome in Extreme Championship Wrestling (ECW), lasciando la NWA. La ECW adottava uno stile particolarmente crudo, con livelli di violenza raramente visti nel panorama del wrestling. Le rivalità controverse, i personaggi fuori dagli schemi e l'alto tasso di sangue nei match resero la ECW estremamente popolare nella fascia demografica tra i 18 e i 25 anni. La sua audience sfegatata ispirò le altre promozioni a strizzare anch'esse l'occhio allo stile hardcore della ECW.
Nel 1997 la WWF riuscì a riprendersi con l'inizio della Attitude Era. Vince McMahon costruì il personaggio televisivo del proprietario senza scrupoli, conosciuto semplicemente come Mr. McMahon. La sua faida con Steve Austin fu una delle più redditizie della compagnia e le permise di passare in vantaggio negli ascolti. Austin era inoltre il wrestler più importante della compagnia, con un personaggio nei panni di un antieroe senza peli sulla lingua in aperto contrasto con il proprio datore di lavoro; oltre a lui, The Rock divenne molto popolare per il suo personaggio pieno di sé e carismatico, Mick Foley si ritagliò una vasta frangia di fan per le sue manovre estremamente pericolose, la stable D-Generation X rappresentava pienamente l'Attitude Era con le sue espressioni adatte ad un pubblico più adulto, e The Undertaker costruì uno dei personaggi di maggior successo del business. Grazie a questi wrestler, la WWF riuscì a fare breccia nella fascia 18-25 degli ascoltatori.
Nel 1999 entrambi gli show facevano registrare oltre 10 milioni di spettatori ogni lunedì sera, ma l'ago della bilancia puntava verso la WWF: la WCW iniziò una fase di declino, con i suoi main eventers che avevano oltre 40 anni e senza un apposito ricambio generazionale. La WCW si vide così scavalcare negli ascolti, con Raw che entro il 2000 riusciva ad ottenere il doppio degli ascolti di Nitro, e continuò a perdere soldi fino alla chiusura il 23 marzo 2001, quando fu acquistata dallo stesso McMahon, chiudendo così la Monday Night War. Poche settimane più tardi, nell'Aprile 2001, anche il presidente della ECW Paul Heyman dichiarò la bancarotta.

### Età moderna

#### Il termine della Monday Night Wars
Con la chiusura di WCW e ECW, la WWF divenne la leader indiscussa del wrestling nordamericano. Nel 2002 cambiò nome in World Wrestling Entertainment in seguito a una disputa con il World Wildlife Fund. In quello stesso anno, la WWE divise il suo organico in due roster distinti, Raw e SmackDown, in base ai nomi dei suoi due programmi televisivi di punta.
Poco dopo la chiusura di WCW e ECW, altre promozioni emersero nel tentativo di riempire la nicchia di mercato dedicata ad uno specifico stile di wrestling, diverso da quello prodotto dalla WWE. Le federazioni di maggior successo sono state Impact Wrestling (precedentemente Total Nonstop Action Wrestling, TNA) e Ring of Honor (ROH), nate entrambe nel 2002. La ROH strizzava l'occhio allo stile di wrestling giapponese, mentre la TNA cercava di proporsi come un'alternativa moderna allo strapotere della WWE.

#### Crescita delle indies
Durante il 2011 la WWE entrò nella PG Era, con il prodotto che venne pensato maggiormente per le famiglie, con meno spargimenti di sangue e un linguaggio più edulcorato. Con alcuni fan che cercavano un wrestling che fosse più a misura di adulti, le federazioni indipendenti iniziarono a guadagnare maggior risalto, su tutte Combat Zone Wrestling e Pro Wrestling Guerrilla.
Nel 2014 la United Artists Television lanciò Lucha Underground, un incrocio tra una serie tv e una promozione di wrestling, affiliata con la messicana Lucha Libre AAA Worldwide. Lo show/serie durò per quattro stagioni con un'ottima reazione da parte del pubblico, ospitando anche uno show interpromozionale con Impact Wrestling, prima di essere cancellato nel 2018.
Nel 2017 la National Wrestling Alliance fu acquistata da Billy Corgan, frontman degli The Smashing Pumpkins, che tentò di riportare interesse attorno alla federazione abbandonando il sistema dei territori e rendendola una singola entità e lanciando il suo programma televisivo NWA Power.
Il 1º settembre 2018 si tenne un evento indipendente, All In, organizzato da Cody Rhodes e gli Young Bucks, coinvolgendo wrestler appartenenti a Ring of Honor, Consejo Mundial de Lucha Libre (CMLL), New Japan Pro-Wrestling (NJPW), Impact Wrestling e Lucha Libre AAA. L'evento ebbe un'ottima risposta di pubblico, al punto da diventare il primo evento non WWE o WCW a riuscire a vendere più di 10.000 biglietti dal 1993. Sulla scia del successo di All In, nel 2019 Cody e gli Young Bucks si unirono con Shahid e Tony Khan, proprietari di Jacksonville Jaguars e Fulham, per lanciare una nuova federazione chiamata All Elite Wrestling (AEW), che ottenne anche un contratto televisivo per lo show AEW Dynamite, in onda su TNT.
Negli anni successivi la AEW intraprese collaborazioni con Impact Wrestling e New Japan Pro-Wrestling, oltre ad acquisire la Ring of Honor, rilanciandone la programmazione televisiva e i pay-per-view.

## Giappone

### Nascita del puroresu: la JWA
Il wrestling in Giappone, noto anche come puroresu, viene importato da Rikidōzan, un ex lottatore di Sumo che iniziò la sua carriera di wrestler nel 1951, presso la Mid-Pacific Promotions, federazione delle Hawaii affiliata alla NWA che effettuava saltuariamente dei tour sul suolo nipponico. Una volta finito il suo apprendistato negli Stati Uniti, tornò in Giappone e fondò la Japan Pro-Wrestling Alliance (JWA), che funzionava di fatto come un territorio della NWA. In questo periodo i wrestler giapponesi erano soliti provenire dal Judo e dal Sumo e Rikidōzan rivestiva il ruolo di star della compagnia. La tematica più popolare per le faide era quella dell'americano invasore: Rikidōzan fronteggiò famosi wrestler americani come Lou Thesz, The Destroyer e Bobo Brazil. Nel 1957 inoltre sconfisse Thesz vincendo il NWA International Heavyweight Championship, che venne adottato come titolo massimo della compagnia. 
Dopo la morte di Rikidōzan nel 1963, la federazione continuò ad essere l'unica sul territori fino all'avvento nel 1966 della International Wrestling Enterprise, affiliata alla AWA, che presentava il primo titolo effettivamente giapponese, l'IWE Championship. La JWA poteva vantare come due nomi principali i due allievi di Rikidōzan, Giant Baba e Antonio Inoki, che però lasciarono la federazione a distanza di pochi mesi l'uno dall'altro nel 1972 per fondare, rispettivamente All Japan Pro Wrestling (AJPW) e New Japan Pro-Wrestling (NJPW). Senza i suoi nomi di richiamo, la JWA fu costretta a chiudere pochi mesi più tardi, nel 1973.

### La nascita di NJPW e AJPW
Il primo dei due ad abbandonare la JWA fu Antonio Inoki, che fondò la New Japan Pro-Wrestling il 13 gennaio 1972, lanciando il primo evento, le Opening Series, nel marzo di quell'anno. Nel 1973 ottenne anche un contratto televisivo con NET TV, successivamente TV Asahi. Inizialmente la NJPW si affiliò alla NWA, nel 1975, rimanendo un territorio dell'alleanza fino al 1985, oltre ad esserlo per un breve periodo dal 1992 al 1993 e, seppur solo formalmente, tra il 2008 e il 2011. La NJPW costituì anche un proprio organo governativo, l'International Wrestling Grand Prix (IWGP), e nel 1983 Hulk Hogan vinse l'IWGP Heavyweight Championship diventando il campione inaugurale in un incontro contro Antonio Inoki. Successivamente il titolo fu abbandonato e una nuova versione del titolo fu assegnata nel 1987.
Giant Baba, con i figli di Rikidōzan Mitsuo e Yoshihiro Momota, lasciò la JWA nell'ottobre 1972 per formare la All Japan Pro Wrestling, tenendo il primo evento il 21 ottobre a Tokyo con un roster formato da esuli della JWA, alcuni wrestler provenienti dalla IWE, guidati da Thunder Sugiyama e star americane come Dory Funk, Terry Funk e Bruno Sammartino. Baba fondò inoltre il Pacific Wrestling Federation (PWF) come organo governativo per tutti i titoli futuri della AJPW: inizialmente la PWF istituì un titolo mondiale e alcuni titoli regionali, ma dopo che la AJPW si affiliò alla NWA, il titolo massimo PWF fu considerato anch'esso regionale. Inizialmente Baba mantenne la formula dell'invasore americano, ma Terry Funk e suo fratello Dory Funk Jr., così come il messicano Mil Máscaras divennero estremamente popolari tra i fan.

### Strong Style e King's Road
Durante gli anni '90 entrambe le federazioni assunsero delle specifiche connotazioni nel loro prodotto, che avrebbero influenzato gli anni successivi delle compagnie.
Antonio Inoki adottò per la sua NJPW quello che fu conosciuto come Strong Style, un approccio al wrestling più vicino ad uno sport di combattimento, con influenze dei catch wrestler (Thesz, Gotch) e diversi colpi presi dalle arti marziali, con una forte presenza delle manovre di sottomissione. Inoki introdusse anche i different style fights, introducendo spesso pugili e combattenti di arti marziali miste negli eventi NJPW. 
In AJPW si impose invece l'Ōdō, tradotto come King's Road (e talvolta Royal Road), che a differenza dello strong style adottò uno stile più narrativo nell'approccio agli incontri, seppur differente dagli stilemi nordamericani. Le gimmick, differentemente da quanto accadeva negli Stati Uniti, erano ridotte all'osso, con l'intera narrazione che veniva condotta attraverso gli incontri stessi. Anche il sangue era usato raramente, e le prese di sottomissione non erano mai usate per concludere gli incontri, in quanto sgradite a Giant Baba.
La crescita della NJPW rese possibile nel 1989 l'evento Battle Satellite, il primo a tenersi al Tokyo Dome. Il 4 gennaio 1992 la NJPW collaborò con la WCW per produrre Super Warriors. Questo fu il primo evento del 4 gennaio al Tokyo Dome, e la data divenne una tradizione per la NJPW ed è considerata il principale evento della federazione, paragonabile a WrestleMania. Nell'aprile del 1995 le due federazioni collaborarono ancora per l'evento di due giorni Collision in Korea, a Pyongyang in Corea del Nord. Fu il primo evento di wrestling tenuto in Corea del Nord e stabilì il record di affluenza, con 355.000 spettatori distribuiti nell'arco dei due giorni.
Dal suo canto, nei primi anni '90 la AJPW decise di prendere le distanze dalla NWA che stava vivendo un periodo di tracollo del sistema dei territori ed iniziò piuttosto a fare affidamento su wrestler (sia giapponesi che stranieri) che si fossero legati in maniera stretta alla AJPW. L'unificazione dei titoli nella Triple Crown Championship e la crescita di talenti come Jumbo Tsuruta, Genichiro Tenryu, Akira Taue, Mitsuharu Misawa, Toshiaki Kawada e Kenta Kobashi permisero alla compagnia di crescere in popolarità e di assicurarsi una solida base di fan. Insieme a questi, c'era sempre spazio per i gaijin, i wrestler stranieri: Stan Hansen e Big Van Vader sono due dei nomi più importanti ad aver militato in All Japan durante quel periodo. Nell'aprile del 1990 Genichiro Tenryu abbandonò la federazione insieme con altri wrestler (The Great Kabuki, Yoshiaki Yatsu) per formare la Super World of Sports, che però ebbe vita breve e chiuse nel 1992. L'esodo concesse a Baba la possibilità di dare maggior spazio a talenti emergenti come Kawada, Misawa, Taue e Kobashi.

### Primi 2000
Con l'inizio degli anni 2000, la popolarità delle arti marziali miste crebbe in Giappone, e Inoki decise di integrarne alcuni elementi nella NJPW per darne più realismo. La federazione instaurò una collaborazione con la compagnia di MMA K-1, inserendo wrestler nei loro combattimenti. Questa gestione fu aspramente criticata dai fan, al punto che Inoki nel 2005 lasciò la NJPW, per aprire una nuova federazione, la Inoki Genome Federation (IGF), nel 2009. Con la partenza di Inoki, la NJPW tornò ad adottare lo strong style abbandonando i legami con le federazioni di MMA.
La AJPW passò un periodo altrettanto travagliato: alla morte di Giant Baba il 31 gennaio 1999, la star della federazione Mitsuharu Misawa ereditò la posizione di presidente, salvo essere destituito pochi mesi più tardi, il 28 maggio 2000 in favore di Motoko Baba, vedova di Giant Baba, i cui rapporti con Misawa erano sempre stati molto tesi. Pochi giorni più tardi, il 16 giugno 2000, 24 wrestler dei 26 appartenenti al roster della AJPW annunciarono l'addio alla federazione guidati da Misawa, che annunciò la nascita di una nuova federazione, la Pro Wrestling Noah, ispirata alle vicende bibliche di Noè, che oltre a gran parte dell'organico riuscì a portare con sè anche il contratto televisivo con Nippon TV. La AJPW, priva del suo intero roster e della copertura televisiva, per sopravvivere si affidò ai ritorni di alcuni wrestler (come Genichiro Tenryu, che Baba giurò non avrebbe mai rimesso piede su un ring AJPW) e fece largo uso di wrestler stranieri, come Stan Hansen.
Come nuovo presidente della AJPW, dopo alcuni nomi di transizione, si insediò Keiji Muto, ai tempi anche wrestler di punta della federazione. Muto mantenne diversi aspetti della gestione di Baba, come ad esempio l'annuale Champion Carnival, ma puntò anche ad innovare il prodotto, avvicinandolo più a quello occidentale con l'aumento dei promo dei wrestler, dei segmenti comici e di gimmick più marcate. Aprì inoltre le porte alle collaborazioni con altre federazioni giapponesi, prima con la NJPW, con la quale ci fu uno storico scontro tra i due campioni massimi, e poi persino con la Noah, riuscendo a convincere lo stesso Misawa ad effettuare delle apparizioni in AJPW. Muto rimase con la compagnia fino al 2013, quando guidò un altro esodo di wrestler dimissionari per fondare la Wrestle-1.
Dal canto suo, la Noah visse un periodo di splendore sotto i primi anni di Misawa, vendendo nominata come miglior promozione dal Wrestling Observer Newsletter nel 2004 e nel 2005. Mitsuharu Misawa morì tragicamente in seguito ad un incidente sul ring in uno show del 2009.

### Età moderna
La NJPW, dopo la partenza di Inoki, tornò a crescere negli ascolti, riuscendo a mandare in onda il suo primo pay-per-view nel 2007, Wrestle Kingdom I. Nel 2011 annunciò anche i suoi primi eventi negli Stati Uniti con l'Invasion Tour, ottenendo un discreto successo di pubblico, sia in presenza che televisivo; la presenza sul territorio americano fu rafforzata da altri eventi e dalle collaborazioni con la Ring of Honor e con la Global Force Wrestling. Nel corso degli anni '10 la NJPW ha tentato anche l'espansione anche in altri mercati, con diversi show in Thailandia, Singapore e Taiwan, collaborazioni con realtà europee quali Revolution Pro Wrestling (RevPro) e Westside Xtreme Wrestling (WXW), insieme con il progetto Lion's Gate, che puntava a sviluppare i giovani prodotti del dojo NJPW, che aprì una sede anche a Los Angeles. Dopo una flessione dovuta alla Pandemia di COVID-19 in Giappone, durante la quale i pochi eventi non annullati si disputarono senza pubblico, la NJPW tornò ad espandersi sia in patria che nel territorio americano, dove nel 2019 lanciò una nuova serie settimanale chiamata NJPW Strong e nel 2021 iniziò una collaborazione con All Elite Wrestling (AEW) e Impact Wrestling. In territorio nazionale fu ripreso il legame con la Noah, con i loro wrestler coinvolti nella terza serata di Wrestle Kingdom 16.
La AJPW, in seguito all'ultimo esodo di Keiji Muto, rimase ridotta con meno di metà del suo roster, con il ruolo di presidente che fu preso da Jun Akiyama, ma fu costretta a ridimensionarsi a causa della decrescente risposta di pubblico nel corso degli anni, passando ad arene più piccole e diventando una federazione di secondo piano, nonostante il suo prestigio.
La Noah continuò a crescere, seppur a ritmi più blandi rispetto ai suoi primi anni di vita, riuscendo ad instaurare collaborazioni sia nazionali con la NJPW che internazionali, con la allora TNA, e nel 2020 fu acquisita dalla CyberAgent, che possedeva anche la DDT Pro-Wrestling, altra compagnia di wrestling cresciuta a partire dagli anni 2000.

### Joshi Puroresu
Il wrestling femminile in giappone, chiamato Joshi Puroresu, è spesso prerogativa di federazioni specializzate, mentre le principali federazioni maschili non prevedevano una divisione femminile. Spesso le federazioni di joshi instauravano però accordi con quelle di puroresu maschile, allestendo eventi congiunti.
La prima federazione di Joshi fu All Japan Women's Wrestling Club, fondata nel 1948, che nel 1955 si unì con altre federazioni femminili per fondare la All Japan Women's Pro-Wrestling Association. Durante gli anni '60 il pubblico giapponese aveva perso interesse per la federazione, scossa da dispute politiche interne, e per il wrestling femminile. Un tentativo di rinascita del movimento fu portato avanti dalla All Japan Women's Pro-Wrestling Association, che riuscì ad attirare dall'America The Fabulous Moolah, allora detentrice del NWA World Women's Championship, ma la federazione chiuse nel giro di un anno. La sua eredità fu ripresa dalla All Japan Women's Pro-Wrestling (AJW), fondata nel 1968. Nel 1970 Aiko Kyo, wrestler AJW, nel 1970 sconfisse Marie Vagnone per il WWWA World Single Championship, che divenne il titolo massimo della federazione, raggiunto l'anno successivo dall'WWWA World Tag Team Championship. La struttura dei match della AJW era molto simile ai corrispettivi maschili, improntata sulla sfida tra una face giapponese e una heel straniera, spesso americana. Il periodo più florido per la AJW corrisponde agli anni '80, quando potevano mandare in scena wrestler come Bull Nakano, Jaguar Koyota e le Crush Gals (Chigusa Nagayo e Lioness Asuka); la faida tra queste ultime e la stable del Gokuaku Domei, capitanata dalla Matsumoto, è una delle rivalità più seguite di tutto il wrestling giapponese di quel periodo.
Il predominio della AJW subì una battuta d'arresto con la fondazione della Japan Women's Pro Wrestling (JWP) nel 1986, ad opera di esuli dalla AJW. Negli anni '90 cominciarono ad aumentare le federazioni concorrenti: dopo la chiusura della JWP nacquero la Ladies Legen Pro-Wrestling e la JWP Joshi Puroresu nel 1992, e nel 1997 la AJW subì una brusca battuta di arresto con l'esodo di diverse wrestler e la nascita della NEO Japan Ladies Pro-Wrestling: questo fu l'inizio di una spirale discendente per la AJW, che nel 2002 perse il suo contratto televisivo e nel 2005 fu costretta alla chiusura dopo 37 anni di attività. Un solo anno più tardi ci fu un tentativo di riproporre la AJW, nonostante la Tajima Kikaku acquisì i diritti solo della promozione e non dei titoli, ma stentò a decollare e nel 2012 cessò le attività.
Nel 2022, la New Japan Pro Wrestling inaugurò la sua divisione femminile con il rispettivo IWGP Women's Championship, attraverso una collaborazione con la World Wonder Ring Stardom, fondata nel 2010.

## Messico
Le origini del wrestling messicano risalgono al 1863, durante l'intervento francese in Messico, quando Enrique Ugartechea, considerato il primo wrestler messicano, sviluppò le basi della Lucha Libre a partire dalla lotta greco-romana. Agli inizi del 20º secolo il wrestling era ancora un fenomeno ristretto ad alcune regioni, fino alla fondazione da parte di Salvador Lutteroth della Empresa Mexicana de Luca Libre nel 1933, dando alla disciplina una risonanza mediatica nazionale. La promozione ebbe subito fortuna, diventando il punto di riferimento del wrestling messicano e diventando un fenomeno di cultura di massa con l'avvento della televisione negli anni '50. 
Insieme a Lutteroth, la persona che cambiò il mondo della Lucha fu un wrestler in maschera argentata, noto al pubblico come El Santo, che debuttò sul ring nel 1942, a Città del Messico. El Santo divenne l'idolo del pubblico, che impazzì per la mistica del suo personaggio; la sua carriera durò quasi per 50 anni, durante i quali divenne di fatto un eroe della tradizione popolare e un simbolo di giustizia attraverso le sue numerose apparizioni anche fuori dal mondo del wrestling, nei fumetti e nei film. Altri nomi fondamentali nella storia del wrestling messicano sono Gory Guerrero, inventore di numerose mosse popolarissime nel wrestling moderno, Blue Demon, contemporaneo di El Santo e uno dei suoi più grandi rivali, e Mil Máscaras, noto per aver introdotto uno stile di mosse aeree molto popolare in tutto il mondo.
Lo stile che contraddistingue la Lucha è ricco di manovre aeree a discapito di manifestazioni di forza pura, con i Luchadores che sono spesso più agili e di stazza minore rispetto ai wrestler americani. La Lucha segue inoltre una stretta categorizzazione in classi di peso ed è nota per il vasto uso di incontri tag team, con le squadre spesso composte da tre elementi; spesso inoltre gli incontri sono strutturati al meglio delle tre vittorie, rendendo i match ancor più dinamici. Altro elemento caratterizzante la Lucha e la cultura messicana è composto dalle maschere, utilizzate in Messico fin dall'inizio del 20º secolo e che rivestono una grande importanza storica, risalendo come usanza ai tempi degli Aztechi. Quasi tutti i wrestler in messico iniziano la loro carriera mascherati, ma molti di essi la perdono durante il corso degli anni nelle Lucha de apuestas, incontri tra wrestler mascherati in cui il perdente è costretto a smascherarsi.

## Regno Unito
Nelle isole britanniche un primo periodo glorioso del wrestling si verificò ad inizio secolo grazie alle performance di Georg Hackenschmidt, in un'epoca in cui la disciplina era ancora considerata uno sport. La partenza di Hackenschmidt e di altri importanti wrestler per gli Stati Uniti penalizzò il wrestling britannico, che fu poi spento totalmente dall'inizio della prima guerra mondiale.
Solo negli anni '30 ci fu una timida ripresa del wrestling inglese, che ereditò da quello americano gli aspetti più strettamente sportivi, come le prese di sottomissione. La British Wrestling Association, guidata da Sir Atholl Oakeley riscosse un discreto successo, con Oakeley stesso ad essere il campione inaugurale del British Heavyweight Championship. Tuttavia, l'assenza di abbastanza wrestler all'altezza portò le federazioni a muoversi verso uno stile più violento, con ampio ricorso all'utilizzo di oggetti. Sul finire degli anni '30 il consiglio della Contea di Londra arrivò a vietare il wrestling.
Dopo la seconda guerra mondiale, i promoter riciclarono l'idea dei territori della NWA per costituire una propria alleanza, nata nel 1952 con il nome di Joint Promotions. Con un continuo scambio di wrestler tra le promozioni affiliate e il prestigio del titolo massimo Britannico, il wrestling in Inghilterra crebbe di popolarità. Fu però con l'avvento della televisione che arrivò il vero boom: il primo show di wrestling ad andare in onda fu trasmesso il 9 novembre 1955, ed ottenne un grande successo fino a raggiungere le emittenti nazionali nel 1964 ottenne con lo show World of Sport. Negli anni '70 Shirley Crabtree divenne popolare con il suo personaggio di Big Daddy, ma dopo il suo ritiro il panorama britannico non seppe fornire un adeguato ricambio e World of Sport smise di andare in onda nel 1985.
Nei successivi trent'anni il wrestling britannico non riuscì più ad emergere: nonostante fossero attive numerose federazioni indipendenti con una loro solida base di fan, nessuna di esse riuscì a raggiungere le trasmissioni televisive fino al 2005, quando l'emittente ITV lanciò il programma Celebrity Wrestling, che però fece registrare pessimi ascolti e fu presto cancellato. Solo a partire dal 21º secolo i wrestler britannici tornarono a farsi spazio, seppur principalmente negli Stati Uniti, come Doug Williams e Nigel McGuinness, mentre le federazioni iniziarono a fiorire pochi anni più tardi, con l'irlandese Over the Top Wrestling (OTT) e la Revolution Pro Wrestling (RevPro). Anche la WWE iniziò ad interessarsi al territorio britannico, aprendo il suo brand di sviluppo NXT UK nel 2018, che venne poi chiuso nel 2022.